# 유배
유배(流配, 영어: penal transportation) 또는 귀양(歸養)은 죄인을 먼 곳으로 격리수용하는 것을 말한다. 유배의 강도 기준은 멀리 갈수록 무거운 형벌에 해당된다. 후한의 경우 일남(日南: 오늘날의 베트남 중부지방)으로 가는 것이 유배 중 가장 무거운 형벌이었다.
고려 시대에 충선왕은 티베트에서 3년간 귀양살이를 하기도 하였다.
조선 시대에는 유형(流刑)이라 하여 최소 600~3,000리 사이에서 거리에 차별을 두었다. 유배는 대체로 정치범이 받는 형벌로, 어느 경우에나 곤장 100대를 때려서 보내 김범우처럼 유배 생활 중에 숨진 사람도 있다. 유배의 종류는 2,000리 밖(약 800km 밖), 3,000리 밖(약 1,200km 밖), 이주, 정배, 무기정배, 원지정배, 절도정배(외딴섬), 절도안치, 가극안치, 위리안치, 본향안치(本鄕安治) 등이 있었다.
일본의 경우는 유배지가 전부 섬이기 때문에 일절 도망치지 못했으며 유배형이 풀려야 그 섬에서 나올 수 있었다. 일례로 우키타 히데이에는 세키가하라 전투 당시 서군이었던 이유로 도쿠가와 이에야스에게 하치조섬으로 유배되었는데 이 섬은 도쿄에서 남쪽으로 287km나 이격된 매우 외딴 섬이다. 그리고 우키타 히데이에는 하치조섬에서 50년을 살다 그 곳에서 생을 마감했다.

## 같이 보기
- 호주의 죄수 유배사(영어판)
  - 리치먼드 감옥(영어판) - 호주 태즈메이니아주 리치먼드에 있는 호주에서 제일 오래된 감옥 (현재는 관광지)